# Vlajka Peru

Peruánská vlajka
Poměr stran: 2:3

Peruánská státní vlajka
Poměr stran: 2:3

Peruánská válečná vlajka
Poměr stran: 2:3

Vlajka Peru je tvořena listem o poměru stran 2:3 se třemi  svislými pruhy – červeným, bílým a červeným. Na státní vlajce je uprostřed umístěný štít ze státního znaku z roku 1825, který obepínají dvě zelené ratolesti, vavřínová a palmová, spojené dole červenou stuhou.
Štít je dělený a v horní části půlený. V prvním modrém poli je žlutá lama, v druhém bílém zelený chinovník, dole v červeném poli je žlutý roh hojnosti s vysypanými žlutými mincemi, symbolizující nerostné bohatství. Nad štítem je zelený vavřínový věnec ke cti hlavního města Limy. Úplný státní znak (se dvěma dvojicemi vlajek zkřížených za štítem) je na válečné vlajce).
Červená barva vlajky symbolizuje krev bojovníků za svobodu, bílá právo a spravedlnost. 
Vlajka byla zavedená roku 1825. Její ideu vnukli jejímu tvůrci generálovi San Martínovi roku 1820 táhnoucí plameňáci, což považoval za dobré znamení, a v barvách červené a bílé navrhl vlajku jím vytvořené peruánské legie.

## Galerie

Rozměry peruánské vlajky
Vlajka peruánského prezidenta Poměr stran: 2:3
Peruánská lodni vlajka (Naval Jack) Poměr stran: 1:1
Návrh peruánské vlajky (1820)
Peruánská vlajka (1820–1822) Poměr stran: 3:4
Peruánská vlajka (1822–1823) Poměr stran: 2:3
Peruánská vlajka (1823–1825) Poměr stran: 2:3
Peruánská vlajka (1825–1950) Poměr stran: 2:3